# Echiniscus charrua
Echiniscus charrua är en djurart som tillhör fylumet trögkrypare, och som beskrevs av Claps och Rossi 1997. Echiniscus charrua ingår i släktet Echiniscus och familjen Echiniscidae. Inga underarter finns listade i Catalogue of Life.